# Horodkiwka (Tultschyn)
Horodkiwka (ukrainisch Городківка; russisch Городковка Gorodkowka) ist ein Dorf im Süden der ukrainischen Oblast Winnyzja mit etwa 5138 Einwohnern (2020).
Das 1946 gegründete Dorf liegt am Ufer der Markiwka (Марківка), einem 62 km langen, linken Nebenfluss des Dnister, 16 km westlich vom ehemaligen Rajonzentrum Kryschopil und 123 km südlich vom Oblastzentrum Winnyzja.

## Verwaltungsgliederung
Am 12. Juni 2020 wurde das Dorf zum Zentrum der neugegründeten Landgemeinde Horodkiwka (Городківська сільська громада/Horodkiwska silska hromada), zu dieser zählen auch die 18 in der untenstehenden Tabelle aufgelisteten Dörfer sowie die 6 Ansiedlungen Fajhorod, Horby, Marjaniwske, Rudnyk, Sucha Dolyna und Werbezke, bis dahin bildete es die gleichnamige Landratsgemeinde Horodkiwka (Городківська сільська рада/Horodkiwska silska rada) im Westen des Rajons Kryschopil.
Am 17. Juli 2020 kam es im Zuge einer großen Rajonsreform zum Anschluss des Rajonsgebietes an den Rajon Tultschyn.
Folgende Orte sind neben dem Hauptort Horodkiwka Teil der Gemeinde:
| Name                     | Name          | Name                               |
| ukrainisch transkribiert | ukrainisch    | russisch                           |
| ------------------------ | ------------- | ---------------------------------- |
| Andrijaschiwka           | Андріяшівка   | Андрияшевка (Andrijaschewka)       |
| Dachtalija               | Дахталія      | Дахталия (Dachtalija)              |
| Dojarnja                 | Доярня        | Доярня (Dojarnja)                  |
| Dolynka                  | Долинка       | Долинка (Dolinka)                  |
| Dschuhastra              | Джугастра     | Джугастра (Dschugastra)            |
| Fajhorod                 | Файгород      | Файгород (Faigorod)                |
| Harjatschkiwka           | Гарячківка    | Горячковка (Gorjatschkowka)        |
| Horby                    | Горби         | Горбы (Gorby)                      |
| Kisnyzja                 | Кісниця       | Косница (Kosniza)                  |
| Krynytschky              | Кринички      | Кринички (Krinitschki)             |
| Leoniwka                 | Леонівка      | Леоновка (Leonowka)                |
| Marjaniwka               | Мар’янівка    | Марьяновка (Marjanowka)            |
| Marjaniwske              | Мар’янівське  | Марьяновское (Marjanowskoje)       |
| Odaji                    | Одаї          | Одаи (Odai)                        |
| Petruniwka               | Петрунівка    | Петруновка (Petrunowka)            |
| Rudnyk                   | Рудник        | Рудник (Rudnik)                    |
| Sawtschyne               | Савчине       | Савчино (Sawtschino)               |
| Schumy                   | Шуми          | Шумы (Schumy)                      |
| Sucha Dolyna             | Суха Долина   | Сухая Долина (Suchaja Dolina)      |
| Tekliwka                 | Теклівка      | Теклевка (Teklewka)                |
| Werbezke                 | Вербецьке     | Вербецкое (Werbezkoje)             |
| Werbka                   | Вербка        | Вербка                             |
| Wilschanka               | Вільшанка     | Ольшанка (Olschanka)               |
| Wyssoka Hreblja          | Висока Гребля | Высокая Гребля (Wyssokaja Greblja) |